# Maillardia pendula
Espèce
Statut de conservation UICN

 CR B1+2c : 
En danger critique
Maillardia pendula est une espèce de plantes à fleurs de la famille des Moraceae.

## Publication originale
- Kew Bulletin 29: 266, t. 2. 1974.